# Bitwa o Pointe du Hoc

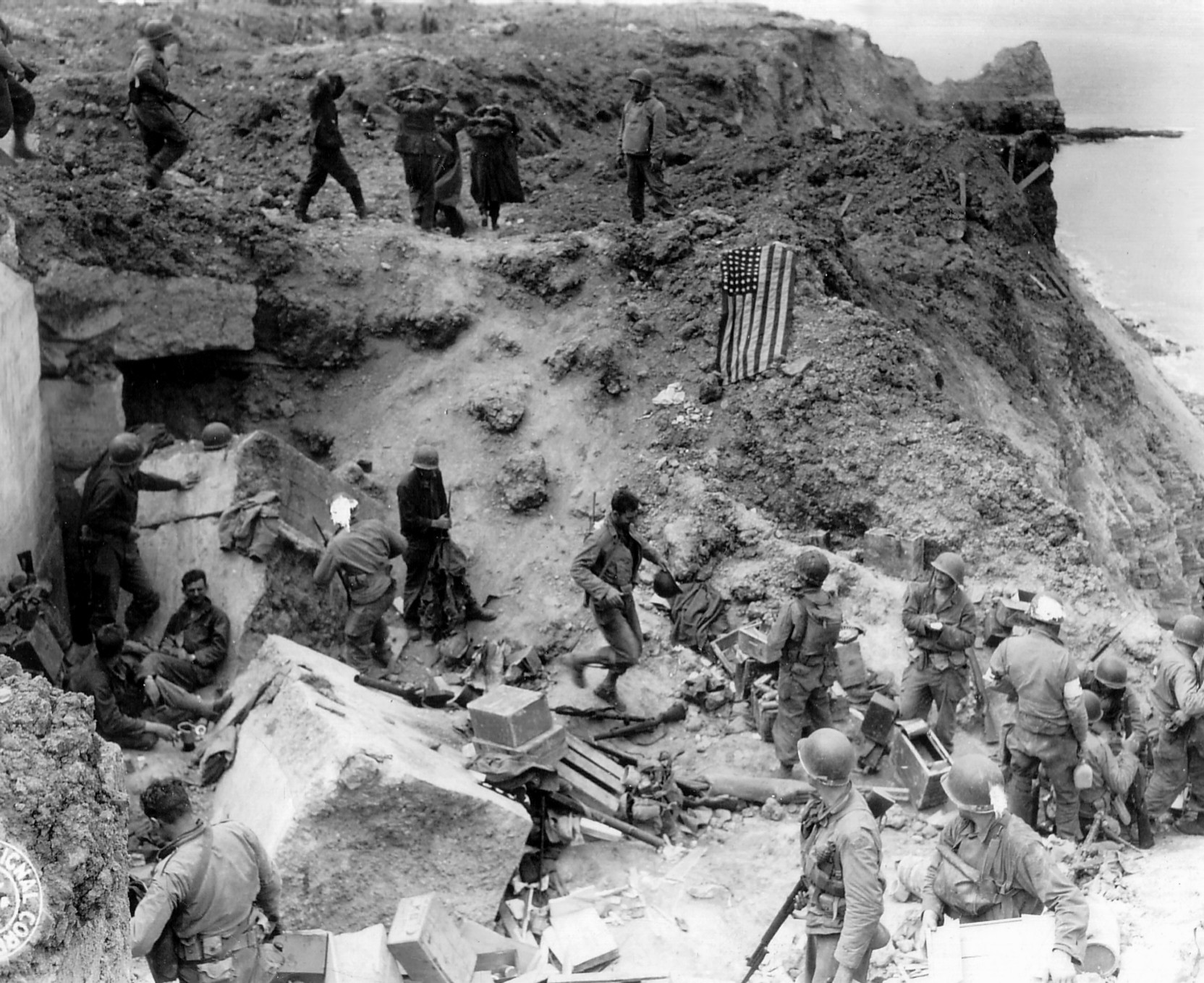
Żołnierze amerykańscy wraz z niemieckimi jeńcami obok jednego z bunkrów po bitwie

Bitwa o Pointe du Hoc – bitwa stoczona w dniach 6–7 czerwca 1944 roku na francuskim klifie Pointe du Hoc. Zakończyła się zdobyciem i utrzymaniem go przez trzy kompanie 2 Batalionu Rangersów.

## Początek bitwy
W dniu lądowania w Normandii Pointe du Hoc było intensywnie ostrzeliwane i bombardowane z morza i powietrza, gdyż aliancki wywiad uznał, że fortyfikacje nie zostaną zdobyte przez oddziały piechoty bez odpowiedniego wsparcia. Szacuje się, że siła ostrzału była większa niż wybuch bomby jądrowej Little Boy. Później okazało się, że groźniejsza była wspinaczka pod ogniem karabinów maszynowych niż niemieckie umocnienia już na samej górze. Na miejsce bitwy nie dotarł 5. Batalion Rangersów, który wskutek błędów nawigacyjnych trafił w ogień walk na plaży „Omaha”.

## Niemiecka obrona
Pomimo strat poniesionych przez aliantów, inwazja na plażach Normandii przebiegła dość sprawnie. Głównym powodem takiego obrotu spraw był fakt, iż wybrzeży normandzkich plaż broniły najczęściej dywizje stacjonarne lub garnizonowe, złożone z mężczyzn w starszym wieku, młodzieży z Hitlerjugend lub ochotników pochodzenia innego niż niemieckie, przejawiających słabą wolę walki i dysponujących małym lub żadnym doświadczeniem bojowym. Dodatkowymi problemami Niemców był fakt, iż ich dywizje posiadały niepełny skład – najczęściej oddziały składały się z 3000–5000 ludzi, co raczej odpowiadało liczebnością pułku niż dywizji. Oddziały te były również uzbrojone w przestarzały sprzęt.
W słabym systemie niemieckiej obrony w Normandii plaża „Omaha” i jej okolice były wyjątkiem. Tego odcinka strzegła niemiecka 352 Dywizja Piechoty, zaprawiona w bojach jednostka polowa, która przeniosła się tam trzy miesiące wcześniej z frontu wschodniego. O jej obecności alianci nie wiedzieli, tymczasem w Pointe du Hoc rozlokowano jeden z pułków należących do tej dywizji. Sam rejon walki nadawał się idealnie do obrony. Strome klify wymagały umiejętności wspinaczkowych atakujących, wąska, piaszczysta plaża dawała dobre pole ostrzału na Rangersów, w dodatku Niemcy silnie ufortyfikowali ten odcinek, poprzecinany okopami, rowami przeciwczołgowymi, bunkrami i polami minowymi. Walki w tym rejonie były więc bardzo trudne i szczególnie zacięte.

## Desant
Osamotniony 2. Batalion Rangersów został dostarczony na wąską plażę przez łodzie desantowe, z których wystrzelono na klif liny z hakami. Do wspinaczki użyto też drabin pożyczonych od brytyjskich strażaków. Pomimo tego żołnierze dostali się na górę, tracąc tylko 25 zabitych, mimo przecinania przez obrońców lin i ostrzału z broni maszynowej. Po 40 minutach walk na klifie najsilniejsze punkty oporu zostały złamane. Rangersi byli zdezorientowani, ponieważ nigdzie nie było widać 155 mm dział artyleryjskich, które były umiejętnie imitowane przez stelaże. Żołnierze zastosowali taktykę patrolowania zajętych terenów, dzięki czemu zajęli najważniejsze punkty oporu na Pointe du Hoc, nie dopuszczając do okrążenia.
W późniejszym etapie Amerykanie przegrupowali się i w niewielkich oddziałach rozpoczęli poszukiwania stanowisk artyleryjskich, m.in. w pobliskiej wsi oraz lesie. Działa odnaleźli na małej polanie w pobliżu sadu, około jednej mili od linii brzegowej, i unieszkodliwili je za pomocą granatów termitowych.

## Obrona Pointe du Hoc
W nocy z 6 na 7 czerwca Rangersi musieli odepchnąć cztery drobne niemieckie kontrnatarcia. Były to tylko improwizowane ataki, rekonesanse mające na celu odnalezienie słabych punktów w liniach obronnych Rangersów. Generalny szturm nastąpił 7 czerwca. Odcięci od innych alianckich jednostek, byli spychani coraz bliżej morza. Udało im się obronić na ostatniej linii dzięki przybyciu posiłków z plaży „Omaha”. Po ich przybyciu Niemcy się wycofali, a przyczółek wzmocniono.
W walkach o Pointe du Hoc 2. Batalion Rangersów stracił 135 z 225 ludzi przeznaczonych do zdobycia klifu.